# Зелен
Зелен (нім. Seelen) — громада в Німеччині, розташована в землі Рейнланд-Пфальц. Входить до складу району Доннерсберг. Складова частина об'єднання громад Роккенгаузен.
Площа — 3,16 км2. Населення становить 136 ос. (станом на 31 грудня 2020).